# György Tatár
György Tatár (Miskolc, 10 settembre 1952 – Miskolc, 20 aprile 2024) è stato un calciatore ungherese, di ruolo centrocampista.

## Biografia
Durante la sua carriera giocò in diverse squadre, Honvéd Papp József Miskolc, Diósgyőri VTK e Castellón. Con la nazionale ungherese collezionò 11 presenze e segnò 5 gol, il che lo rende ancora oggi il capocannoniere magiaro nelle competizioni UEFA.
György Tatár morì a Miskolc il 20 aprile 2024 all'età di 71 anni.